# Kaple Nejsvětější Trojice (Mikulášovice)
Kaple Nejsvětější Trojice (německy Dreifaltigkeitskapelle nebo Fünf-Linden-Kapelle) je barokní sakrální stavba stojící v horních Mikulášovicích. V roce 1742 ji postavil lipovský stavitel Zacharias Hoffmann (1678–1754) na místě starší, patrně dřevěné, stavby. Výstavbu objednal lipovský starohrabě Leopold Antonín ze Salm-Reifferscheidtu (1699–1769). Kaple byla udržovaná až do roku 1967, kdy byla vykradena a následně opakovaně poničena. Od roku 1966 je zapsaná jako nemovitá kulturní památka. Kapli vlastní město Mikulášovice. Poutní mše svatá se koná zpravidla jednou v roce na svátek Nejsvětější Trojice. Kaple stojí na trojúhelníkovém půdorysu s konkávně vykrojenými rohy. Zvonovitou střechu zakončenou lucernou pokrývá břidlice. V poničeném interiéru bývaly umístěné tři oltáře s obrazy Nejsvětější Trojice, Navštívení Panny Marie a dřevěný krucifix.

## Historie
Původní kaple Nejsvětější Trojice byla postavena na konci 17. nebo na počátku 18. století na místě zvaném U pěti lip (původně beyn fünf Linden) na horním okraji katastrálního území Mikulášovic. Rok výstavby a podoba původní stavby nejsou známé, byla však patrně dřevěná a krytá šindelovou střechou. Prvně ji zachycuje Müllerova mapa Čech z roku 1723.

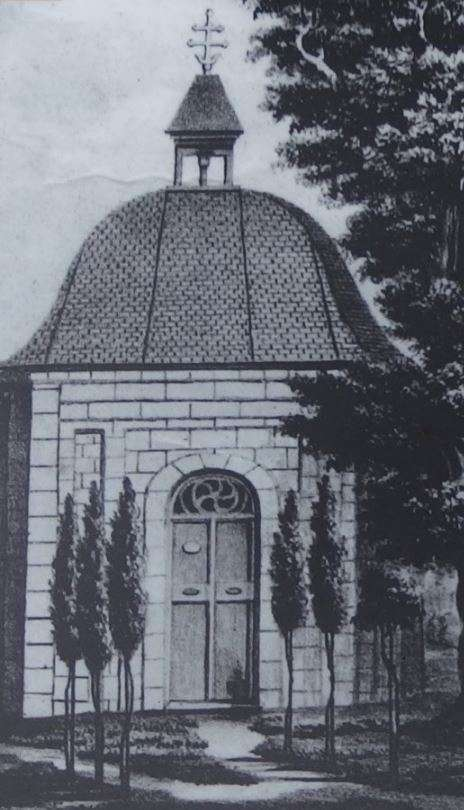
Kresba kaple z poloviny 19. století

Stavbu nové zděné kaple si objednal lipovský starohrabě Leopold Antonín ze Salm-Reifferscheidtu (1699–1769). Sám navrhl podobu budoucí stavby a 4. září 1736 uzavřel smlouvu se svým dvorním stavitelem Zachariasem Hoffmannem (1678–1754). Rozpočet na stavební práce měl činit 333 tolarů a 3 groše, většina měla být hrazena z příspěvků od dobrovolných dárců a od místního Bratrstva Bolestné Matky Boží pod černým škapulířem. K výstavbě kaple na základě této smlouvy však nakonec nedošlo, protože starohrabě byl zaměstnán vojenskými povinnostmi a stavitel výstavbou nového zámku v Lipové. Nový rozpočet ve výši 660 tolarů a čtvrtky piva předložil Zacharias Hoffmann starohraběti Leopoldovi Antonínovi ze Salm-Reifferscheidtu 30. srpna 1742. Téhož roku byla stavba zděné barokní kaple, odlišné od původního plánu z roku 1736, dokončena. Na základě kroniky rychtáře Johanna Endlera (ve funkci 1835–1850) byla do vlastivědné literatury převzata mylná informace, že autorem stavby byl údajný zemský stavitel a mikulášovický rodák z čp. 193 Hans Jacob Wähner, který měl na kapli předvést své dovednosti, aby mu mohla být svěřena výstavba nového mikulášovického kostela.
Kaple nebyla v dalších letech přestavována, procházela však průběžnými opravami. Celková renovace a výměna střešní krytiny přišla v roce 1894 a významně se na ní podílel místní Spolek velikonočních jezdců. Na kamenech tvořících vnější fasády se nachází řada letopočtů dokládajících opravy, a to 1791, 1813, 1830, 1840 a 1859. V minulosti byla kaple hojně využívaná a hlavní svátek spojený s poutí se konal na slavnost Nejsvětější Trojice. Od mikulášovického kostela svatého Mikuláše a brtnického kostela svatého Martina sem putovala procesí, která se setkala u kaple. Na prostranství před ní se pak konala slavnostní bohoslužba, na které se sešlo i několik tisíc věřících. Výjimečné procesí se vypravilo 16. června 1855, kdy byly neseny od kaple do kostela ostatky svaté Gaudencie věnované abatyší kláštera Sankt Marienthal Agnes Theresií Heinovou (1792–1856). Poslední procesí ke kapli se vypravilo 27. května 1945, kdy věřící pod vedením místního faráře Josefa Klause (ve službě 1937–1946) společně děkovali Bohu za odvrácení zkázy města.
Poslední procesí se konalo již po skončení druhé světové války, kdy probíhalo vysídlování původních obyvatel. V této době se v kapli a jejím okolí začasté skrývali vysídlení původní obyvatelé. Kaple Nejsvětější Trojice byla ušetřena rabování a vydržela nezničená až do druhé poloviny 60. let 20. století, a to především zásluhou Adolfa Lumpeho, obyvatele horních Mikulášovic, který o ni pečoval. Roku 1967 došlo k vloupání do kaple a začalo tak její postupné chátrání. Když v roce 1974 stavbu zkoumali památkáři, měla již vylomené dveře i kamenné zárubně a z inventáře zbyly jen trosky. Poškozenou břidlicovou střechou do kaple zatékalo. V již tak dost poničené stavbě někdo v roce 1980 zapálil oheň a stavbu ještě více poničil. Oprava zničené střechy přišla v roce 1990. Na jaře roku 1993 došlo v kapli k tragické události. Před bouřkou se zde ukryli dva mladíci z německého města Sebnitz, do měděné střechy však udeřil blesk a jednoho z nich na místě usmrtil. Dne 28. října 1994 zde administrátor místní farnosti Štefan Bednár (ve službě 1992–1994) odsloužil mši svatou na připomenutí této tragické události a zároveň na obnovení poutní tradice (první mše po 49 letech). V 90. letech 20. století a v první dekádě 21. století se kaple stala opakovaně terčem zlodějů, kteří několikrát ukradli měděný plech ze střechy a v roce 2005 dokonce pískovcové dlažební kameny. Zloděje dlažby se však podařilo vypátrat a kameny se vrátily na původní místo. Roku 2008 získala kaple novou břidlicovou střechu. Dne 25. května 2019 došlo v bezprostřední blízkosti kaple k další tragické události. Ve vysoké rychlosti na silnici u kaple havarovala mikulášovická motorkářka, která na místě zemřela. Místo nehody připomíná pomníček.
Kaple je ve vlastnictví města Mikulášovice a od 4. dubna 1966 je zapsána jako nemovitá kulturní památka. Pravidelné bohoslužby se v ní nekonají, poutní mše svatá se koná zpravidla na svátek Nejsvětější Trojice.

## Popis

### Exteriér
Barokní, centrálně uspořádaná kaple, stojí na trojúhelníkovém půdorysu (symbolika trojjedinosti Boha), přičemž rohy má konkávně vykrojené. Vnější stěny jsou bez oken, celé obložené pískovcem s lizénovými rámci. Kaple má tři vysoké portály zakončené půlkruhovým obloukem, od konce 60. let prázdné, bez dveří a zárubní. Původně byly shodně řešené: zárubně byly zhotovené z místního granodioritu a osazené obdélníkovými dvoukřídlými dveřmi, na které navazoval rovným překladem oddělený světlík. Zvoncovou střechu pokrývá břidlice, původně v ní byly umístěny tři drobné vikýře. Zakončuje ji prázdná trojboká kamenná lucerna bez zvonu s dvojitým křížem.

### Interiér
Interiér kaple byl plochostropý, strop však chybí a je tak odhalená kamenná klenba. Podlahu pokrývají velké pískovcové kvádry. Vnitřní fasády jsou značně poničené. V rozích mezi vchody se nacházejí tři prázdné niky vyzděné převážně z pálených cihel, ve kterých byly původně umístěné oltáře s obrazy. Hlavní oltář nesl obraz Nejsvětější Trojice, vedlejší pak obraz Navštívení Panny Marie a dřevěný krucifix. Oltáře s obrazy zmizely po roce 1967.

## Okolí kaple
Kaple Nejsvětější Trojice je postavená v nadmořské výšce 490 metrů na svahu vrchu Plešný, od jehož vrcholu (593 m) je vzdálená přibližně jeden kilometr západním směrem. Kolem kaple prochází krajská silnice třetí třídy III/26510, která východně od kaple končí napojením na krajskou silnici druhé třídy II/265. Jižně od kaple prochází od roku 1902 železniční trať 083 Rumburk – Panský – Mikulášovice, přičemž nejbližší zastávka je Mikulášovice horní nádraží ve vzdálenosti 1,3 kilometru. Nejbližší sakrální stavbou je mikulášovická kaple Matky Boží vzdálená asi 800 metrů západním směrem. Farní kostel svatého Mikuláše leží 3,5 kilometru severozápadně. Kolem kaple prochází modře značená turistická trasa číslo 1677 směřující východně k Zelenému kříži u Kunratic a jižně k Hraničnímu vrchu u Mikulášovic.

## Galerie

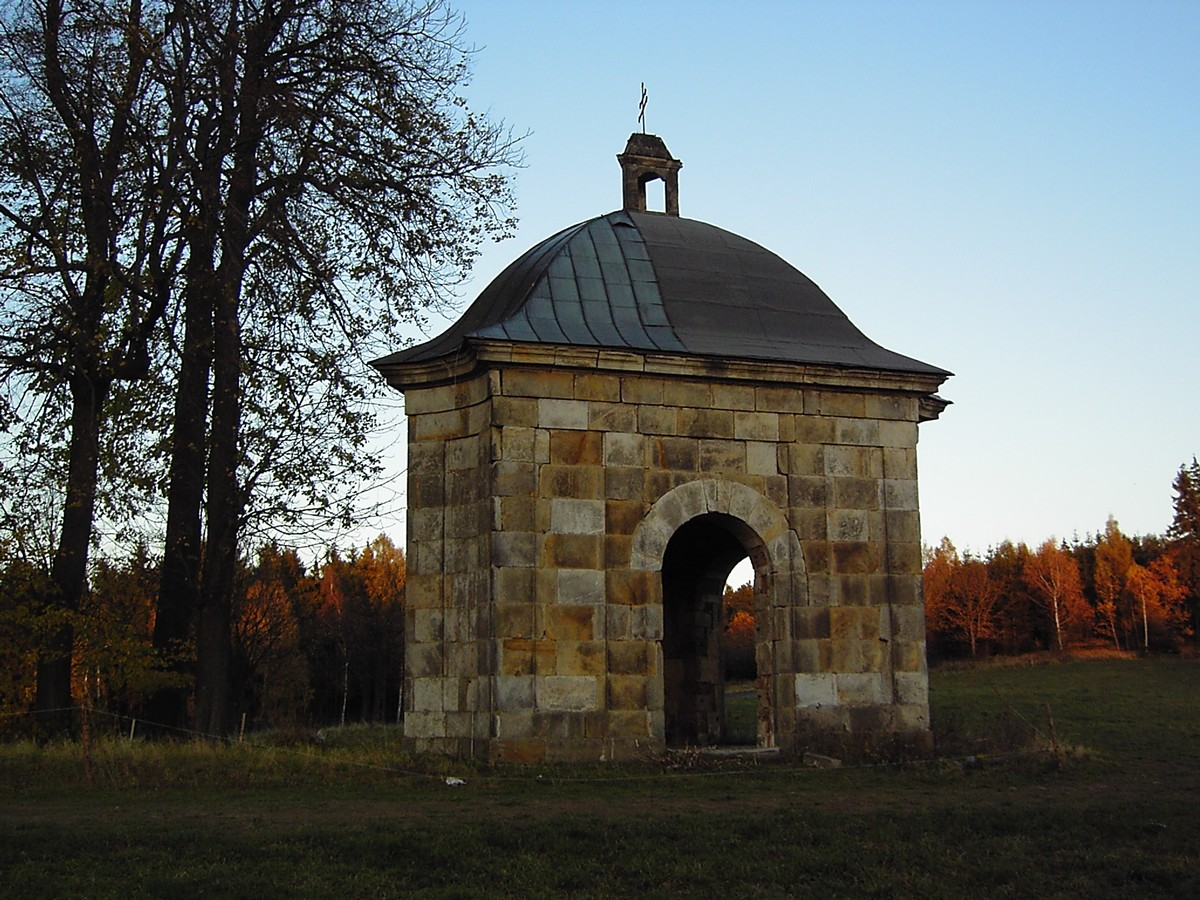
Kaple s plechovou střechou po provizorní opravě (2005)
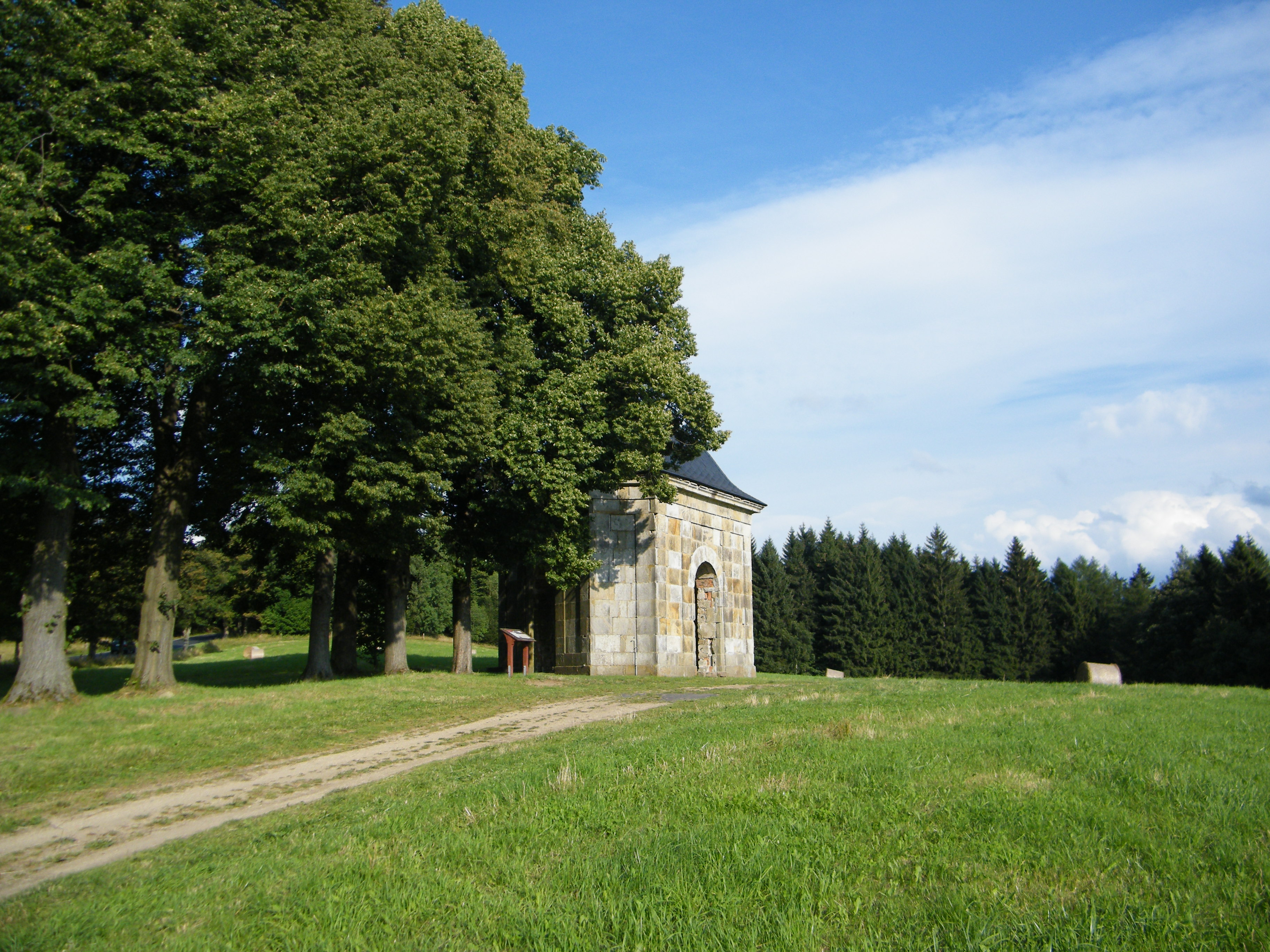
Pohled od příjezdové cesty (2016)
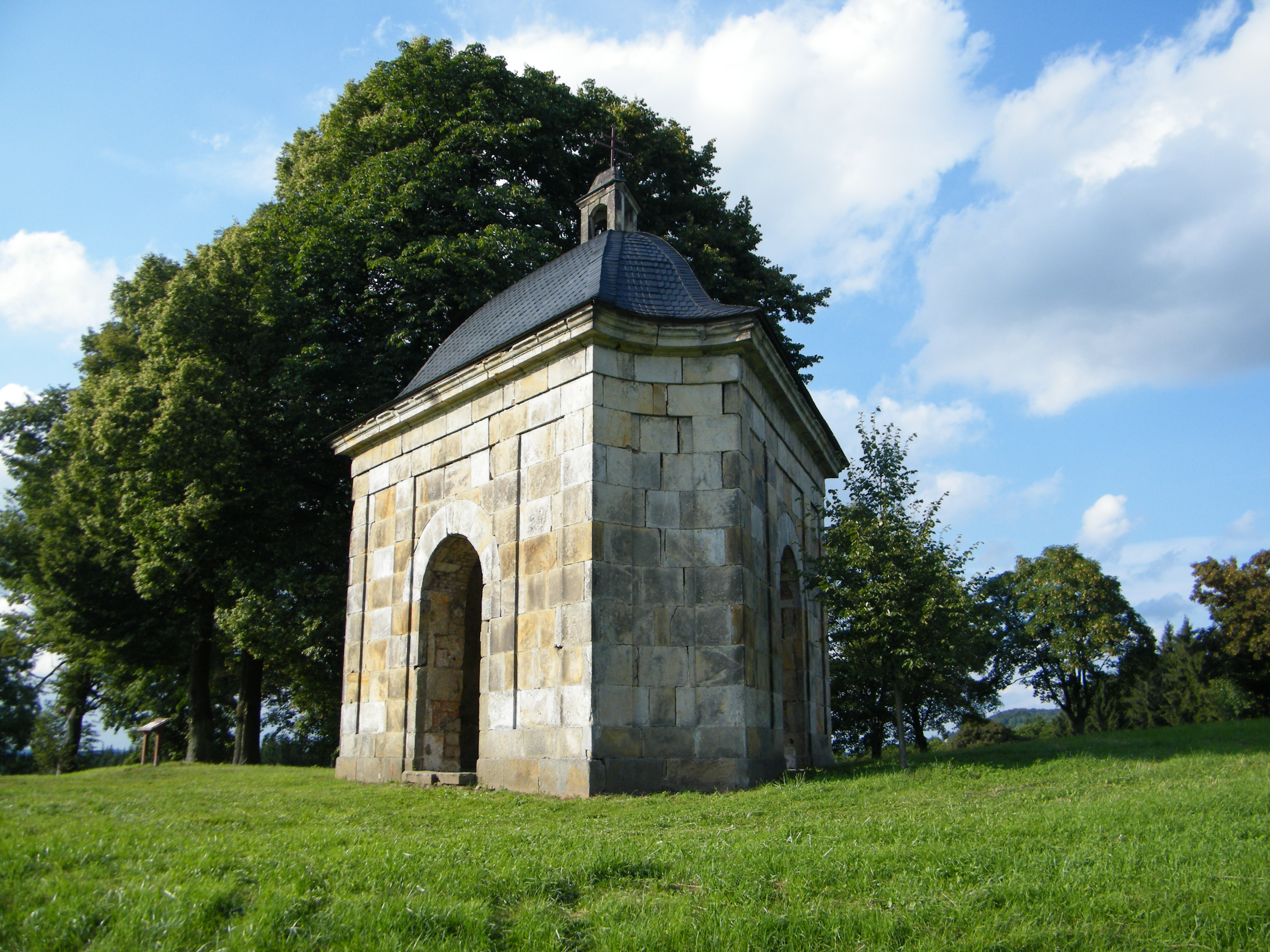
Pohled z jihu (2016)
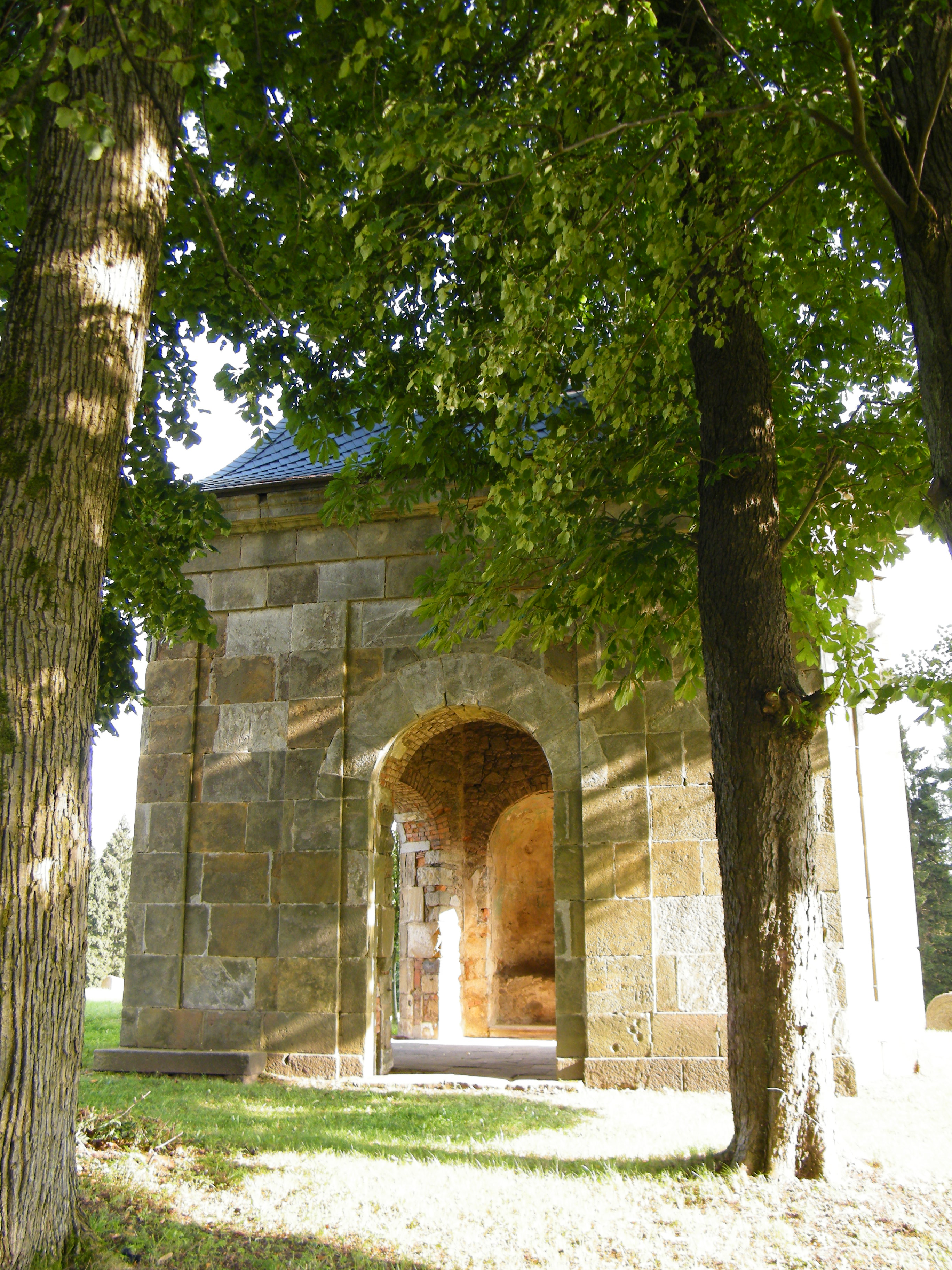
Pohled od severu (2016)
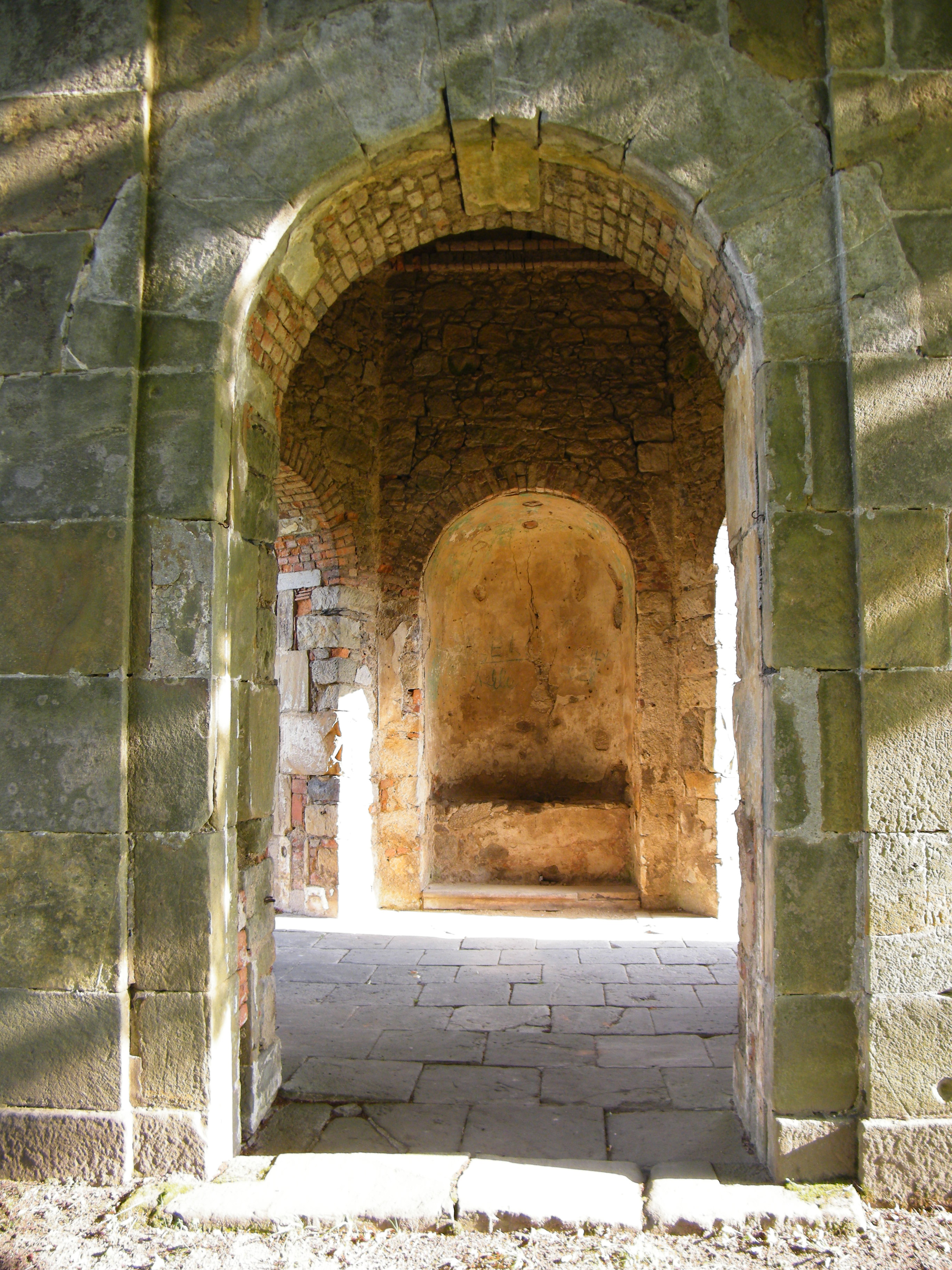
Interiér kaple (2016)
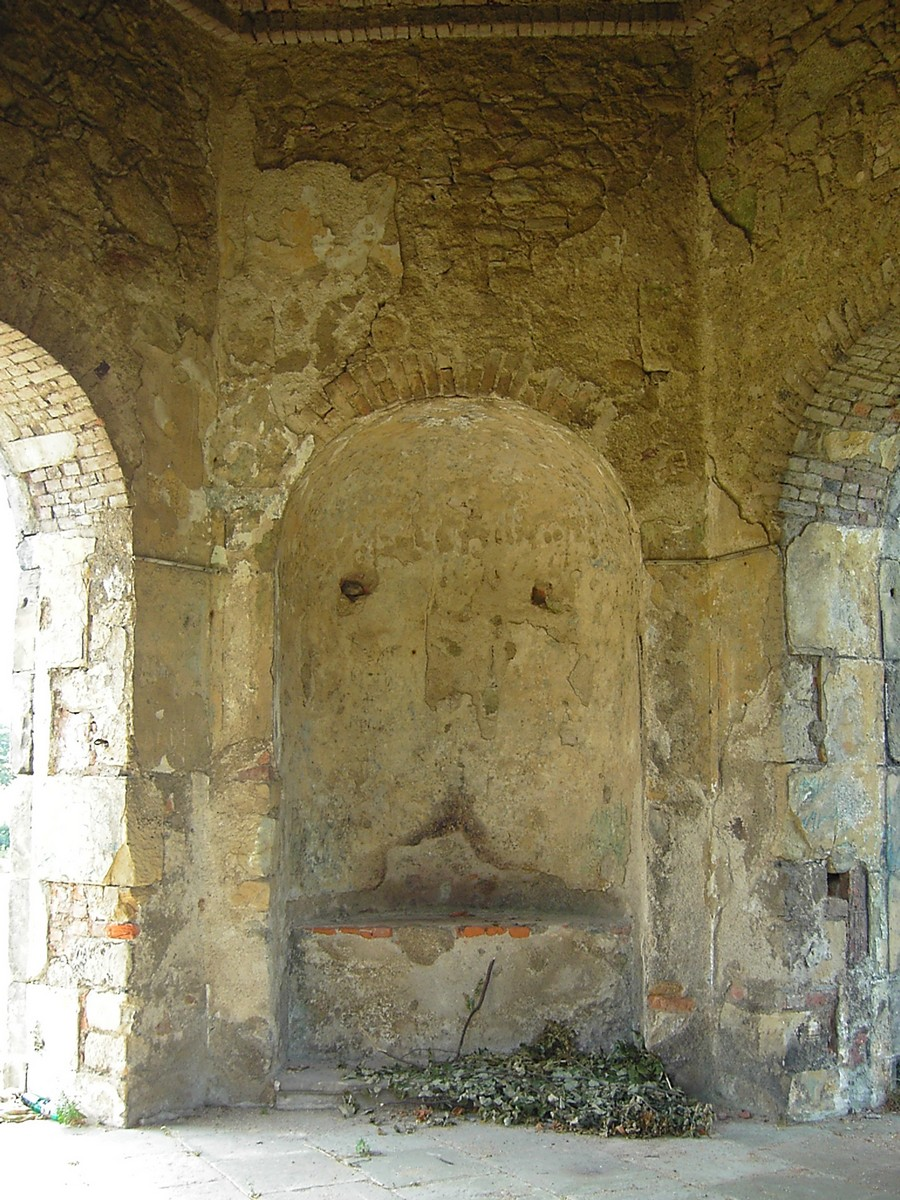
Prázdná nika (2006)
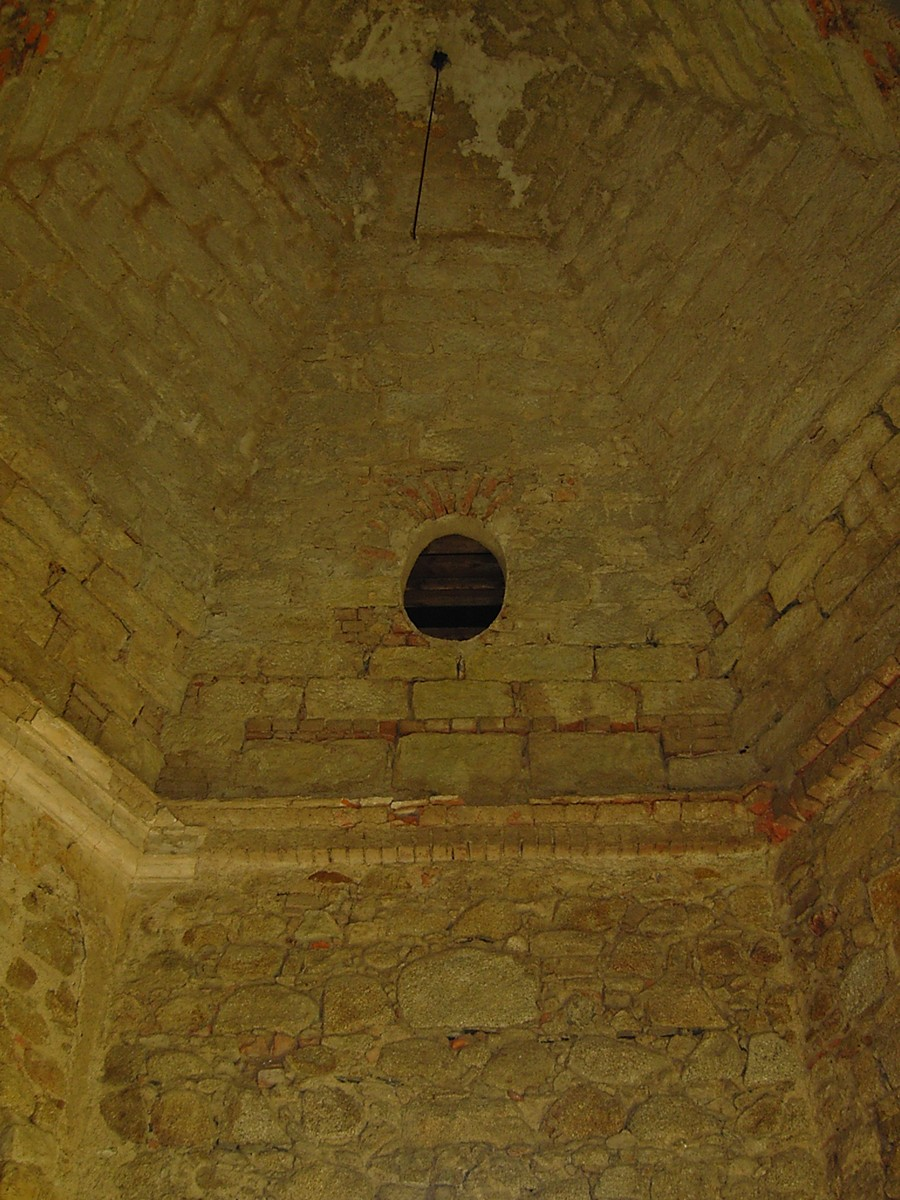
Klenba (2007)